# جورج بل (بازیکن فوتبال، زاده ۱۸۶۱)
جورج بل (انگلیسی: George Bell; ۴ مارس ۱۸۶۱ – مه ۱۹۵۹ (aged 98)) بازیکن فوتبال اهل بریتانیا بود.
از باشگاه‌هایی که در آن بازی کرده‌است می‌توان به باشگاه فوتبال وست برومویچ آلبیون و باشگاه فوتبال کیدرمینستر هاریرس اشاره کرد.